# Leichtathletik-Länderkampf der Frauen 1951 Österreich – BR Deutschland / Jugoslawien – BR Deutschland
| 1. Leichtathletik-Länderkampf mit bundesdeutscher Beteiligung 1951                    | 1. Leichtathletik-Länderkampf mit bundesdeutscher Beteiligung 1951 |               |
| ------------------------------------------------------------------------------------- | ------------------------------------------------------------------ | ------------- |
|                                                                                       |                                                                    |               |
| Ländervergleich der Frauen: 0Österreich – BR Deutschland Jugoslawien – BR Deutschland |                                                                    |               |
| Austragungsort                                                                        | Graz                                                               |               |
| Wettbewerbe                                                                           | 9                                                                  |               |
| Datum                                                                                 | 14. Juli 1951                                                      |               |
| 1. FRG 2. AUT                                                                         | 51 Punkte 33 Punkte                                                |               |
| 1. FRG 2. YUG                                                                         | 56 Punkte 28 Punkte                                                |               |
| Chronik                                                                               |                                                                    |               |
| ← letzter LK 1942: 00DEU-ROU (M)                                                      | FRG-LUX (M) →                                                      | FRG-LUX (M) → |

Der erste Vergleich des Länderkampfjahres 1951 war der erste Länderkampf mit deutscher bzw. bundesdeutscher Beteiligung seit 1942. Die Begegnung brachte den deutschen Frauen eine Premiere. Zum ersten Mal traten sie mit Österreich und Jugoslawien gegen zwei Länder gleichzeitig an. Das Treffen wurde am 14. Juli in der österreichischen Stadt Graz ausgetragen. Die Männer hatten einen solchen Länderkampf mit drei Ländern, in denen die Begegnungen jeweils getrennt gewertet wurden, bereits 1939 gegen Jugoslawien und Rumänien einmal durchgeführt.

## Wettbewerbe und Modus
Jede der drei Nationen trat in den Einzelwettbewerben mit jeweils zwei Starterinnen an, in den Staffeln mit jeweils einem Team. Das Programm sah mit neun Wettbewerben das komplette damals übliche olympische Frauenangebot vor. Die Veranstaltung wurde auf zwei Tage verteilt ausgetragen. Die Punktevergabe wich leicht vom Standard ab. Die Einzelwertung richtete sich umgekehrt an der Platzierung aus, das heißt Pl. 1: 4 P, Pl. 2: 3 P, …, Pl. 4: 1 P. In der Staffel gab es drei zu eins Punkte. Die Wertung erfolgte dann entsprechend der Platzierungen getrennt einmal für den Vergleich zwischen der Bundesrepublik Deutschland und Österreich und zum anderen für das Aufeinandertreffen zwischen der Bundesrepublik Deutschland und Jugoslawien.

## Ergebnis
Die bundesdeutschen Sportlerinnen entschieden beide Begegnungen deutlich für sich. Gegen Jugoslawien gab es im Kugelstoßen ein Unentschieden, ansonsten gingen alle Wettbewerbe an die Bundesrepublik Deutschland. Die Österreicherinnen gewannen einzig den Hochsprung gegen das bundesdeutsche Team, jeweils unentschieden endeten der 80-Meter-Hürdenlauf und der Diskuswurf. So siegten die bundesdeutschen Athletinnen gegen Österreich klar mit 51 zu 33 Punkten und gegen Jugoslawien hoch dominant mit 56 zu 28 Punkten.

## Resultate

### 100 m
| Platz | Athlet               | Land | Zeit (s) | Länderkampfwertung | Länderkampfwertung |
| ----- | -------------------- | ---- | -------- | ------------------ | ------------------ |
| 1     | Marga Petersen       | FRG  | 12,4     | 1. FRG 2. AUT      | 7 P 3 P            |
| 2     | Renate Kartenhaus    | FRG  | 12,8     | 1. FRG 2. AUT      | 7 P 3 P            |
| 3     | Hannelore Wüst-Mikos | AUT  | 12,9     | 1. FRG 2. AUT      | 7 P 3 P            |
| 4     | Milica Šumak         | YUG  | 13,0     | 1. FRG 2. YUG      | 7 P 3 P            |
| 5     | Alma Butja           | YUG  | 13,0     | 1. FRG 2. YUG      | 7 P 3 P            |
| 6     | Helene Bielansky     | AUT  | 13,0     | 1. FRG 2. YUG      | 7 P 3 P            |

### 200 m
| Platz | Athlet            | Land | Zeit (s) | Länderkampfwertung | Länderkampfwertung |
| ----- | ----------------- | ---- | -------- | ------------------ | ------------------ |
| 1     | Maria Sander      | FRG  | 25,9     | 1. FRG 2. AUT      | 7 P 3 P            |
| 2     | Maria Arenz       | FRG  | 26,5     | 1. FRG 2. AUT      | 7 P 3 P            |
| 3     | Alma Butja        | YUG  | 26,6     | 1. FRG 2. AUT      | 7 P 3 P            |
| 4     | Bogić             | YUG  | 26,9     | 1. FRG 2. YUG      | 7 P 3 P            |
| 5     | Grete Jenny       | AUT  | 27,6     | 1. FRG 2. YUG      | 7 P 3 P            |
| 6     | Franziska Kremser | AUT  | 27,9     | 1. FRG 2. YUG      | 7 P 3 P            |

### 80 m Hürden
| Platz | Athlet            | Land | Zeit (s) | Länderkampfwertung | Länderkampfwertung |
| ----- | ----------------- | ---- | -------- | ------------------ | ------------------ |
| 1     | Maria Sander      | FRG  | 11,7     | 1. FRG 1. AUT      | 5 P                |
| 2     | Helene Bielansky  | AUT  | 12,3     | 1. FRG 1. AUT      | 5 P                |
| 3     | Elfriede Steurer  | AUT  | 12,4     | 1. FRG 1. AUT      | 5 P                |
| 4     | Hildegard Hellwig | FRG  | 12,4     | 1. FRG 2. YUG      | 7 P 3 P            |
| 5     | Seb               | YUG  | 13,0     | 1. FRG 2. YUG      | 7 P 3 P            |
| 6     | Madar             | YUG  | 13,6     | 1. FRG 2. YUG      | 7 P 3 P            |

### 4 × 100 m Staffel
| Platz | Besetzung      | Land                                                               | Zeit (s) | Länderkampfwertung | Länderkampfwertung |
| ----- | -------------- | ------------------------------------------------------------------ | -------- | ------------------ | ------------------ |
| 1     | BR Deutschland | Renate Kartenhaus Marga Petersen Maria Sander Elfriede von Nitzsch | 48,6     | 1. FRG 2. AUT      | 3 P 1 P            |
| 2     | Österreich     | Grete Jenny Elfriede Steurer Helene Bielansky Hannelore Wüst-Mikos | 50,4     | 1. FRG 2. YUG      | 3 P 1 P            |
| 3     | Jugoslawien    | Alma Butja Milica Šumak Bogić Milka Babović                        | 50,8     | 1. FRG 2. YUG      | 3 P 1 P            |

### Hochsprung
| Platz | Athlet           | Land | Höhe (m) | Länderkampfwertung | Länderkampfwertung |
| ----- | ---------------- | ---- | -------- | ------------------ | ------------------ |
| 1     | Berta Sablatnig  | AUT  | 1,53     | 1. AUT 2. FRG      | 7 P 3 P            |
| 2     | Gertrud Pruschak | AUT  | 1,50     | 1. AUT 2. FRG      | 7 P 3 P            |
| 3     | Toni Butz        | FRG  | 1,50     | 1. AUT 2. FRG      | 7 P 3 P            |
| 4     | Ursula Engelke   | FRG  | 1,45     | 1. FRG 2. YUG      | 7 P 3 P            |
| 5     | Ivanka Knez      | YUG  | 1,45     | 1. FRG 2. YUG      | 7 P 3 P            |
| 6     | Sima             | YUG  | 1,45     | 1. FRG 2. YUG      | 7 P 3 P            |

### Weitsprung
| Platz | Athlet               | Land | Weite (m) | Länderkampfwertung | Länderkampfwertung |
| ----- | -------------------- | ---- | --------- | ------------------ | ------------------ |
| 1     | Irmgard Schmelzer    | FRG  | 5,43      | 1. FRG 2. AUT      | 5 P 3 P            |
| 2     | Elfriede von Nitzsch | FRG  | 5,42      | 1. FRG 2. AUT      | 5 P 3 P            |
| 3     | Martha Lintner       | AUT  | 5,34      | 1. FRG 2. AUT      | 5 P 3 P            |
| 4     | Trude Wareka         | AUT  | 5,14      | 1. FRG 2. YUG      | 7 P 3 P            |
| 5     | Milica Šumak         | YUG  | 5,09      | 1. FRG 2. YUG      | 7 P 3 P            |
| 6     | Milka Majcen         | YUG  | 4,90      | 1. FRG 2. YUG      | 7 P 3 P            |

### Kugelstoßen
| Platz | Athlet               | Land | Weite (m) | Länderkampfwertung | Länderkampfwertung |
| ----- | -------------------- | ---- | --------- | ------------------ | ------------------ |
| 1     | Gertrud Kille        | FRG  | 13,67     | 1. FRG 2. AUT      | 7 P 3 P            |
| 2     | Marija Radosavljević | YUG  | 12,50     | 1. FRG 2. AUT      | 7 P 3 P            |
| 3     | Nada Kotlušek        | YUG  | 12,42     | 1. FRG 2. AUT      | 7 P 3 P            |
| 4     | Marianne Werner      | FRG  | 12,25     | 1. FRG 1. YUG      | 5 P                |
| 5     | Anni Bruk            | AUT  | 11,65     | 1. FRG 1. YUG      | 5 P                |
| 6     | Herlinde Peyker      | AUT  | 10,63     | 1. FRG 1. YUG      | 5 P                |

### Diskuswurf
| Platz | Athlet              | Land | Weite (m) | Länderkampfwertung | Länderkampfwertung |
| ----- | ------------------- | ---- | --------- | ------------------ | ------------------ |
| 1     | Marianne Werner     | FRG  | 41,20     | 1. FRG 1. AUT      | 5 P                |
| 2     | Charlotte Heidegger | AUT  | 40,85     | 1. FRG 1. AUT      | 5 P                |
| 3     | Frieda Tiltsch      | AUT  | 40,75     | 1. FRG 1. AUT      | 5 P                |
| 4     | Đurđa Borovec       | YUG  | 38,27     | 1. FRG 2. YUG      | 6 P 4 P            |
| 5     | Else Hümmer         | FRG  | 37,78     | 1. FRG 2. YUG      | 6 P 4 P            |
| 6     | Julija Matej        | YUG  | 37,62     | 1. FRG 2. YUG      | 6 P 4 P            |

### Speerwurf
| Platz | Athlet               | Land | Weite (m) | Länderkampfwertung | Länderkampfwertung |
| ----- | -------------------- | ---- | --------- | ------------------ | ------------------ |
| 1     | Marlis Müller        | FRG  | 47,35     | 1. FRG 2. AUT      | 7 P 3 P            |
| 2     | Elisabeth Groß       | FRG  | 42,60     | 1. FRG 2. AUT      | 7 P 3 P            |
| 3     | Melich               | AUT  | 39,08     | 1. FRG 2. AUT      | 7 P 3 P            |
| 4     | Gerda Staniek        | AUT  | 37,21     | 1. FRG 2. YUG      | 7 P 3 P            |
| 5     | Marija Radosavljević | YUG  | 34,49     | 1. FRG 2. YUG      | 7 P 3 P            |
| 6     | Nada Kotlušek        | YUG  | 32,20     | 1. FRG 2. YUG      | 7 P 3 P            |